# Icelandair Group
Icelandair Group er et islandsk rejse- og turisme-holdingselskab med hovedsæde i Reykjavik, Island. Selskabet ejer en række selskaber indenfor rejser og turisme, hvor flyselskabet Icelandair er det største.
Indtil 2006 var Icelandair Group ejet af FL Group. FL meddelte at de ville afhænde aktier på NASDAQ OMX Iceland. Banken Glitnir meddelte oktober 2006 at der vsr indgået aftale om at sælge 51% af selskabet. Icelandair Group blev børsnoteret tidligt i 2007.

## Datterselskaber
- Air Iceland
- Bluebird Cargo
- Fjárvakur, financial services
- Iceland Travel
- Icelandair
- Icelandair Cargo
- Icelandair Hotels
- Icelease
- IGS Ground Services
- ITS Technical Services
- Loftleiðir Icelandic
- SmartLynx Airlines
- Travel Service (flyver lavprisflyvninger under navnet Smart Wings)